# Jason Reitman
Jason Reitman  (Montréal, Quebec, 19. listopada 1977.), kanadsko-američki filmski redatelj, scenarist i producent.
Osvajač nagrade Grammy i 4 nominacije za Oskara (2 za najboljeg redatelja)
Rođen je u Montrealu, Kanada, u umjetničkoj obitelji.Otac Ivan je poznati filmski redatelj, a majka Genevieve glumica.Ima dvije mlađe sestre:Catherine i Caroline.Prva je tri godine mlađa i po zanimanju glumica, a druga 12 godina mlađa i radi kao medicinska sestra.
Dok je bio malen, obitelj se preselila u Los Angeles.
U srednjoj školi Harvard-Westlake, bio je povučeni učenik.Od sporta, bio je aktivan u skoku u vis.
Nakon što je neko vrijeme pohađao koledž Skidmore u New Yorku,prebacio se na Sveučilište južne Kalifornije i studirao engleski jezik i kreativno pisanje.Bio je član kazališne grupe Comeddus Interruptus.
Nakon diplome,uči posao kao očev pomoćnik i snima filmove kratkog metra (od 10 do 40 minuta).

## Počeci
Debitira satirom Hvala što pušite, filmom o duhanskoj industriji. Kritički i komercijalni uspjeh, ohrabrio ga je i spojio sa scenaristicom Diablo Cody, s kojom snima svoj idući rad, film "Juno". Priča o trudnoj tinejdžerici također se pokazala uspješnom, osvojivši niz priznanja.Slavni, danas pokojni filmski kritičar Roger Ebert proglasio ga je filmom godine i sugerirao da glavna glumica Ellen Page treba dobiti Oscara. Akademija se nije složila.(Recenzija na rogerebert.com)
Njegov treći film je također bila satira, "Ni na nebu, ni na zemlji", o krizi u SAD-u, i procesu otpuštanja radnika.U filmu glume George Clooney, Vera Farmiga, Anna Kendrick, Sam Elliott, i mnogi drugi.
U idućem radu, filmu Mlađa punoljetnica, Reitman nam predstavlja spisateljicu romana za omladinu koja je profesionalno uspješna, ali ima mnogo privatnih problema.Glavnu ulogu glumi oskarovka Charlize Theron.
To mu je bio posljednji film koji je prihvatila i kritika i publika.
Njegova iduća dva filma neće tako dobro proći.
Film Vikend života, dobio je slabe kritike, a ni zarada nije bila velika. (Recenzija Peter Travers, Rolling Stone Hrvatska, veljača 2014. 2 od 5 zvjezdica). U filmu su glumili Kate Winslet i Josh Brolin.
Njegov najnoviji film, Muškarci, žene i djeca, prošao je još gore (1 od pet zvjezdica, isti kritičar, listopad 2014.)
Njegovi kućni glumci su J.K. Simmons, Sam Elliott, i Jason Bateman.

## Privatni život
Rođen je u obitelji češko-francuskog porijekla.
Njegovi preci s očeve strane preživjeli su Holokaust u Češkoj.
Djed s očeve strane imao mu je kemijsku čistionicu, a kasnije autopraonicu.
Majka mu je francuska Kanađanka,kršćanka koja je prešla na judaizam.
Kad je bio srednjoškolac, sa 16 godina uselio se kod 10 godina starije žene. Razišli su se nakon 7 godina.
S 23 godine, počeo se viđati sa susjedom, zaljubio se i oženio. Ima kćer Josie. Nakon 10 godina braka on i supruga Michelle rastali su se.

## Vanjske poveznice
- Jason Reitman u internetskoj bazi filmova IMDb-u (engl.)
- EyeforFilm.co.uk-intervju s redateljem o njegova prva 2 filma
- www.rogerebert.com-recenzija filma Juno.